# Taifa de Baeza

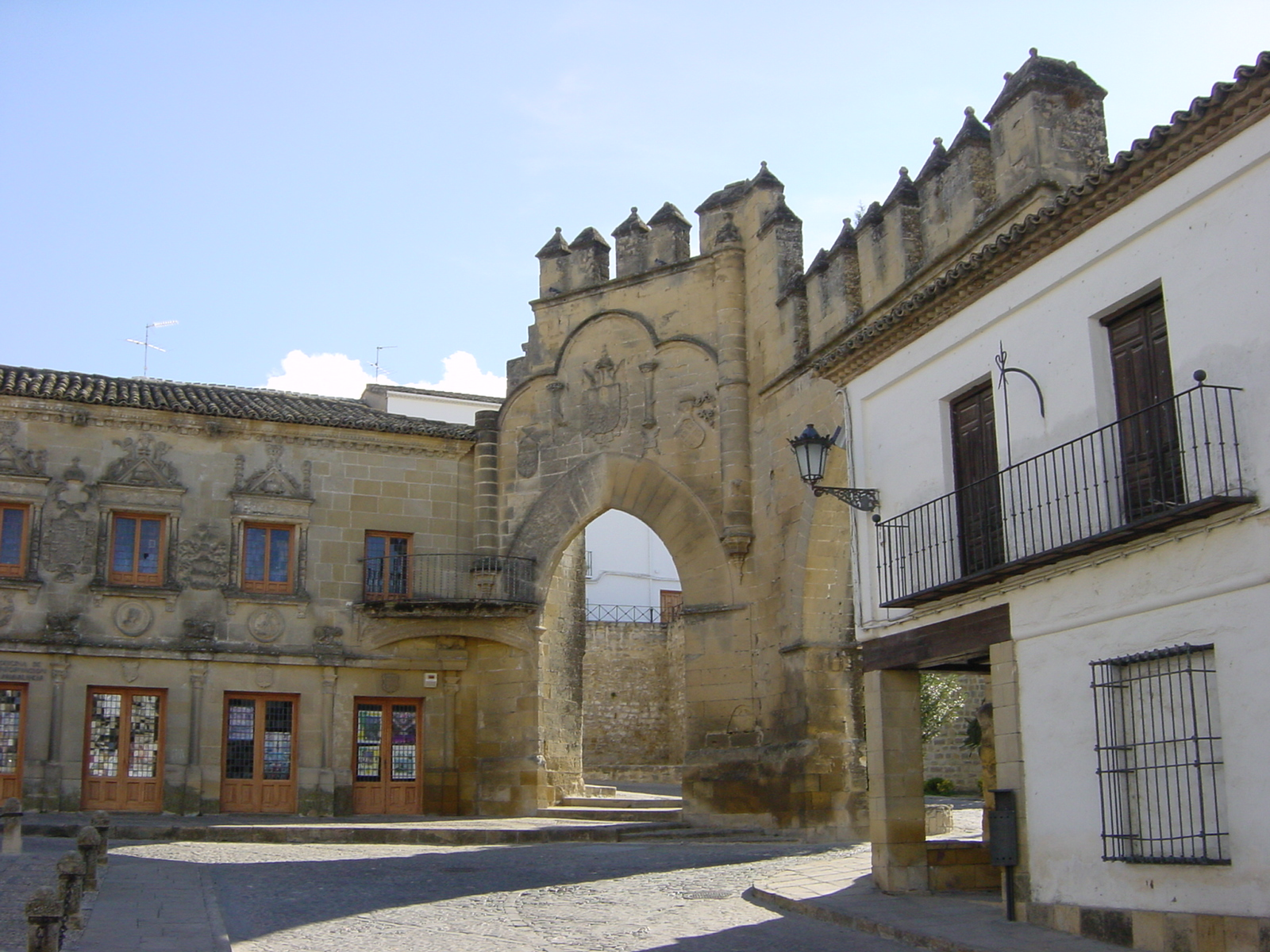
Puerta de Jaén y arco de Villalar. Baeza.

La Taifa de Baeza fue un reino musulmán que surgió en al-Ándalus después la derrota de los almohades a manos de los ejércitos cristianos en la batalla de las Navas de Tolosa, librada en 1212. El reino taifa de Baeza formó parte cronológicamente de los terceros reinos de taifas. Su único rey fue al-Bayyasi, quien fue ejecutado por traición por los almohades en la localidad cordobesa de Almodóvar del Río en 1226.

## Historia
Este reino taifa, que comprendía un territorio situado entre las actuales provincias de Jaén y Córdoba, se mantuvo entre los años 1224 y 1226. Su único emir fue Abd Allah Ibn Muhammad Al-Bayyasi (el Baezano), quien fue era un noble almohade que había entrado en conflicto con el califa y se volvió vasallo de Fernando III el Santo, rey de Castilla y León, a quien apoyó en diversas campañas contra otros reyes musulmanes.
En 1225 el emir de Baeza entregó a Fernando III el Santo, entre otros, el castillo de Andújar y los castillos de la Peña y de la Villa en Martos, aunque algunos autores sostienen que dicha entrega fue realizada en otro momento, encomendando a continuación el rey la tenencia, cuyas rentas ascendían a 50.000 maravedíes alfonsíes, de las fortalezas de Andújar y Martos a Álvaro Pérez de Castro "el Castellano", al tiempo que en la zona se asentaban tropas de las Órdenes de Santiago y Calatrava, pasando a convertirse la localidad de Martos en el centro del dispositivo cristiano de defensa en la zona.
Desde el momento en que tomó posesión de la tenencia de ambas fortalezas, Álvaro Pérez de Castro "el Castellano" comenzó a realizar incursiones de devastación y saqueo en las tierras que rodeaban sus castillos y que permanecían leales al gobernador almohade de Sevilla, quien reunió un ejército con tropas reclutadas en Córdoba, Sevilla, Jerez de la Frontera y Tejada, y que fue derrotado por Álvaro Pérez de Castro en una batalla campal en la que ocasionó graves pérdidas a los almohades, lo que ocasionó que la mayoría de las villas situadas entre Sevilla y Córdoba, con el fin de evitar los ataques castellanos, reconociesen al Al-Bayyasi como a su señor, pues era aliado del rey de Castilla.
Poco después de su victoria los almohades sitiaron y tomaron el castillo de Garcíez, en el que se hallaba un caballero llamado Martín Gordillo, a pesar de que Álvaro Pérez de Castro acudió en su socorro. Pero no llegó a tiempo de impedir que fuera tomada por los almohades, lo que provocó que Fernando III el Santo, acompañado por varios magnates y prelados se dirigiese hacia Andújar, lo que sorprendió a Álvaro Pérez de Castro, que se hallaba en la ciudad de Córdoba en compañía del emir de Baeza. Una vez reunidos  Al-Bayyasi y Fernando en Andújar, acordaron que el de Baeza entregaría al soberano castellano otros tres castillos (Burgalimar, Capilla y Salvatierra)  con el fin que Fernando le ayudase en su planeado ataque a Sevilla. Mientras el castillo de Baeza sería ocupado por tropas castellanas, instalándose en él a continuación los Maestres de las Órdenes de Santiago y de Calatrava, y mientras tanto Fernando III sitiaba la localidad de Capilla, situada en la actual provincia de Badajoz, al tiempo que, en el mes de julio de 1226, Al-Bayyasi, conocido como "el Baezano", era ejecutado por traición por su propio visir, en connvencia con los almohades en la localidad cordobesa de Almodóvar del Río.
La ejecución del Al-Bayyasi provocó que el gobernador de Jaén atacase la guarnición cristiana que se hallaba en el Alcázar de Baeza, la cual resistió en el interior del alcázar, a pesar de que los musulmanes dominaban el resto de la ciudad. A pesar de ello, el gobernador de Jaén, temeroso de que acudiesen a la zona refuerzos cristianos, abandonó la ciudad sin haber sitiado el alcázar, provocando con ello que la población musulmana de las localidades de Baeza, Martos y Andújar, entre otras, abandonasen sus ciudades a finales de 1226, quedando desocupada Baeza de musulmanes en el segundo semestre de ese año. En 1227 Fernando III el Santo nombró a Lope Díaz de Haro tenente de Baeza, los primeros pobladores cristianos comenzaron a llegar a las localidades de Baeza, Andújar y Martos, al tiempo que en esta última la tenencia de Álvaro Pérez de Castro se vio reforzada por la presencia de Tello Alfonso de Meneses, hijo de Alfonso Téllez de Meneses y sobrino de Tello Téllez de Meneses, obispo de Palencia.